# Interim Register of Marine and Nonmarine Genera
De Interim Register of Marine and Nonmarine Genera (IRMNG) is een taxonomische database met geslachtnamen voor alle vormen van leven vanaf 1758 in zoölogie (1753 in plantkunde) tot nu, geordend in een  consistente taxonomische hiërarchie, voor Biodiversity Informatics initiatieven en andere gebruikers van  biodiversiteits- of taxonomische informatie. De database bevat 490.000 genusnamen (maart 20202) (inclusief zoölogische subgenusnamen) en meer dan 1,7 miljoen soortnamen (1,3 miljoen "accepted"), hoewel de data op soortniveau minder gangbaar zijn dan die op geslachtsniveau.